# Ялчинский сельсовет
Ялчинский сельсовет — муниципальное образование в Кугарчинском районе Башкортостана.
Административный центр — деревня Ялчино.

## История
Согласно «Закону о границах, статусе и административных центрах муниципальных образований в Республике Башкортостан» имеет статус сельского поселения.

## Население
| 2002 | 2009  | 2010  | 2012 | 2013 | 2014 | 2015 |
| ---- | ----- | ----- | ---- | ---- | ---- | ---- |
| 1048 | ↗1078 | ↘1016 | ↘978 | ↘941 | ↘921 | ↘895 |
| 2016 | 2017  | 2018  |      |      |      |      |
| ↘888 | ↘886  | ↘884  |      |      |      |      |

## Состав сельского поселения
| № | Населённый пункт | Тип населённого пункта          | Население |
| - | ---------------- | ------------------------------- | --------- |
| 1 | Ялчино           | деревня, административный центр | ↘222      |
| 2 | Худайбердино     | деревня                         | ↘378      |
| 3 | Нижнесапашево    | деревня                         | ↘296      |
| 4 | Валитово         | деревня                         | ↘74       |
| 5 | Юлбашево         | деревня                         | ↗35       |
| 6 | Кирова           | хутор                           | ↗11       |

## Известные уроженцы
- Валитов, Загир Суфиянович (1940—2019) — актёр, Народный артист БАССР[13].
- Мусин, Сафар Гайсарович (р. 5 ноября 1948) — бригадир каменщиков треста «Салаватстрой», полный кавалер ордена Трудовой Славы[14].
- Худайбердин, Шагит Ахметович (9 октября 1896 — 21 декабря 1924) — революционер, партийный и государственный деятель, писатель[15].